# 2008년 스코네주 지진
2008년 스코네주 지진(스웨덴어: Jordbävningen i Skåne 2008)은 2008년 12월 16일 6시 20분(CET) 스웨덴 스코네주에서 발생한 지진이다.